# 엘리자베스 테일러
엘리자베스 로즈먼드 테일러 여사(영어: Dame Elizabeth Rosemond Taylor, DBE, 1932년 2월 27일 ~ 2011년 3월 23일)는 영국과 미국의 국적을 가진 배우이다.
아역 배우로 시작해 성인기까지 원숙한 연기력과 관능적인 외모로 대중을 사로잡았다. 특히 엘리자베스 테일러의 보라빛 눈동자는 그녀를 상징하는 특색으로 여겨졌다. 아카데미 여우주연상을 2회 수상했으며, 할리우드 황금기의 가장 위대한 영화스타로 손꼽히고 있다. 미국 영화 연구소는 여성 레전드 목록(AFI's 100 Years...100 Stars) 일곱 번째로 엘리자베스 테일러의 이름을 올렸다. 그녀는 또한 지병과 8번의 결혼생활으로 어려움을 겪으면서도 수십년 동안 활동해 온 사회사업가로서, 후천면역결핍증후군(AIDS) 홍보와 연구, 치료를 지원하는 활동에 적극적으로 참여해 주목을 받았다.
2011년 3월 23일 네 명의 자녀들이 지켜보는 가운데 울혈성 심부전으로 세상을 떠났다.

## 생애

### 어린시절
엘리자베스 로즈먼드 테일러는 영국에 거주했던 미국인 부모 프랜시스 렌 테일러 (1897–1968)와 사라 비올라 웜브롯 (1895–1994) 사이에서 1남 1녀 중 막내로 런던의 햄프스티드에서 태어났고, 당시 집은 런던 북서쪽 교외에 있는 햄프스티드 가든 서버브 지역의 8 와일드우드로였다. 테일러의 오빠인 하워드 테일러는 1929년 태어났다. 미국인이었지만 영국의 속지주의 국적법에 의해 영국에서 태어난 그녀에게는 자동으로 영국 국적이 함께 부여되었다. 그녀의 부모는 원래 캔자스주 출신이었는데, 아버지는 미술상이었고, 어머니는 원래 "사라 소던"이라는 무대명을 가진 연극 배우로 1926년 뉴욕에서 결혼을 하면서 은퇴했다. 이름에서 첫 두 이름은 할머니인 엘리자베스 매리 로즈먼드 테일러를 기념하기 위해 지은 것이다.
3세 때, 테일러는 바카니와 함께 발레 레슨을 받았다. 7세 때 그녀의 가족들은 제2차 세계 대전을 피하기 위해 미국으로 귀국하였다. 1939년 그녀의 엄마가 아이들을 데리고 먼저 뉴욕으로 갔고, 그녀의 아버지는 런던에 남아서 사업을 마무리하고 11월 뉴욕에 도착했다. 그들은 캘리포니아주 로스앤젤레스에서 정착을 했는데, 그 곳은 당시 사라의 가족들이 있는 곳이었다.
칼럼니스트 헤더 호퍼의 시선을 사로잡았던 것이 인연이 되어, 부유한 영국 사업가이자 치버 코든의 약혼자였던, 유니버설 픽처스의 회장이자 대주주인 안드레아 베런스를 소개 받았다. 베런스는 사라에게 엘리자베스를 코든에게 보여야 한다고 주장했다. 코든은 엘레자베스의 아름다움에 매료되었고, 그녀는 카메라를 잘받아 외모를 돋보이게 하는 그런 눈동자를 가지고 있었다. 메트로-골드윈-메이어(줄여서 MGM)는 곧 이 영국소녀에게 관심을 나타냈지만, 제작자인 존 콘시다인과 비공식적인 오디션을 본 후에 테일러가 노래를 잘 하지 못했다는 이유로 계약을 하는데는 실패했다. 그러나 1941년 9월 18일 6개월 계약으로 주급 $100에 계약을 했다.
그녀는 9살의 나이로 《There's One Born Every Minute》에 데뷔를 했고, 이것이 그녀의 유일한 유니버설 픽처스의 작품이었다.

### 아역 배우

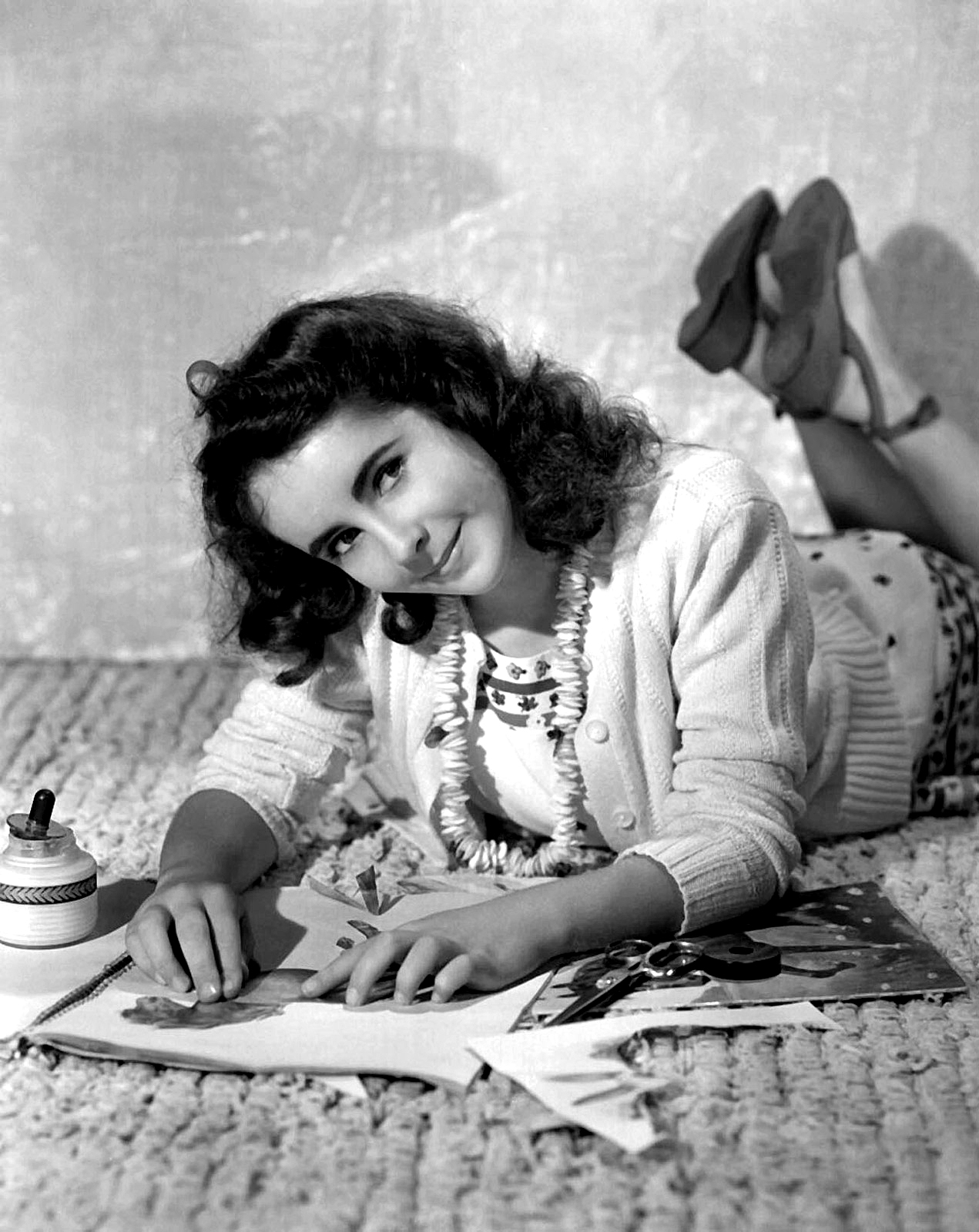
1942년경 아역 배우 시절의 테일러

10살 때인 1942년 《There's One Born Every Minute》의 단역으로 영화 데뷔했다. 유니버설 픽처스와 계약을 통해 그녀는 《명견 랫시의 귀로》(Lassie Come Home)의 영화화를 위한 배역을 구하던 MGM과 7년 계약을 맺는다. MGM과의 첫 작품은 샬럿 브론테의 소설을 영화화한 20세기 폭스의 1944년작 《제인 에어》로, 그녀는 헬렌 번즈 역을 맡았다. 이후 그녀는 다시 MGM사의 영화를 위해 영국으로 돌아갔으며 같은 해에 1944년 《도버의 하얀 절벽》(The White Cliffs of Dover)을 찍었다. 그녀를 스타덤에 올려준 것은 12살 때 찍은 MGM의 영화 《녹원의 천사》(National Velvet)에서 맡은 벨벳 브라운 역으로, 그녀가 맡은 벨벳 브라운은 그랜드 내셔널에서 우승하기 위해 애마를 길들이는 소녀였다. 또한 이 영화는 믹키 루니와 영국의 신인 안젤라 랜스베리를 스타로 만들어주었으며, 1944년 12월 개봉이후 엄청난 성공을 거두었고, 테일러의 삶을 영원히 바꾸어 놓았다. 그녀의 일생에서 발생된 많은 건강 문제들은 이때 《녹원의 천사》를 촬영하던 중 입은 척추 부상으로 야기된 것이다.
《녹원의 천사》은 박스오피스에서 4백만 달러를 벌어들였으며, 그녀는 3만 달러로 인상된 연봉으로 장기계약에 서명했다. 이 영화로 얻은 성공을 이어가기 위해 테일러는 또 다른 동물 영화 《용감한 래시》(Courage of Lassie)에 참여하였으며, 1946년 《용감한 래시》의 성공으로 더 인상된 $1,500의 보너스와 주급 $750의 조건으로 계약을 체결했다. 1947년 워너브라더스의 작품인 《아버지와 인생을》(Life With Father)에서는 매리 스키너의 역을 맡았으며, 같은 해 《신시아》(Cynthia)에서는 신시아 비숍 역을 맡아서 연기를 했다. 이듬 해 1948년에는 《쥬디와의 데이트》(A Date with Judy)에서는 캐롤 프링글 역을 맡아서 연기를 했고, 수전 프랙킷 역을 맡아서 한 《줄리아 미스비헤이비어》( Julia Misbehaves)에서도 성공을 거두었다. 테일러는 꾸준한 흥행제조기라는 명성을 얻음과 동시에 "원샷 리즈"(One-Shot Liz, 한번에 장면을 찍어내는 그녀의 능력을 가리키는 말)라는 별명을 얻어 전도 유망한 경력을 쌓았다. 아미의 역할을 한 《작은 아씨들》(Little Women, 1949)은 그녀의 아역으로는 마지막 배역이었다. 1948년 10월 퀸매리호를 타고 영국으로 가서 《공모자》(Conspirator)를 찍었다. 이 영화에서 그녀는 최초로 성인 역을 맡았다.

### 성인 연기자

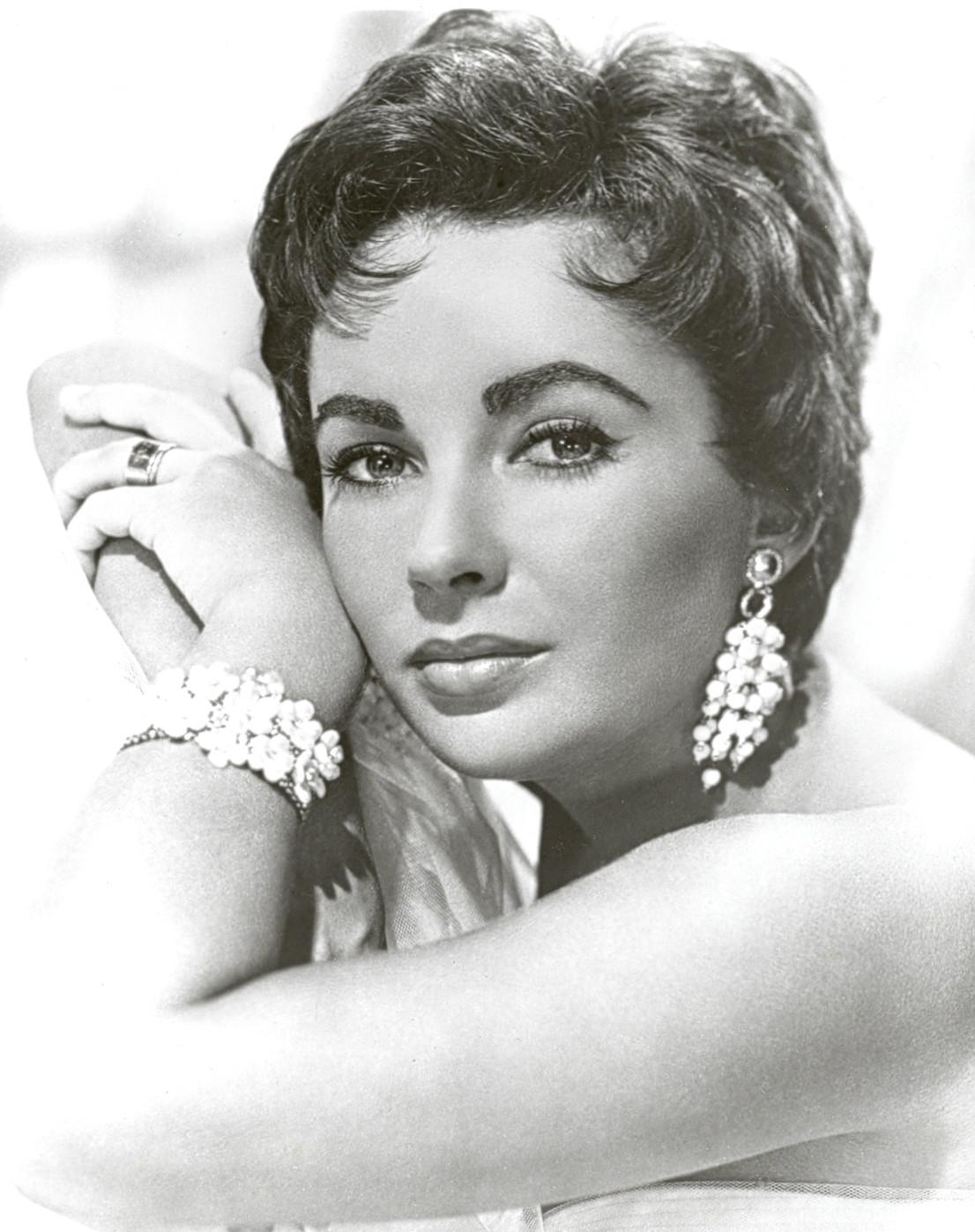
엘리자베스 테일러(1953년)

다른 아역 배우들과는 달리, 테일러는 쉽게 성인 연기자로 옮겨갔다. 1949년 《공모자》가 나오기 전에 《타임》은 기사를 통해 그녀를 ‘엄청난 가치를 지닌 보석, 진정한 스타 사파이어’라고 찬사를 보냈으며, 헐리우드에서는 몽고메리 클리프트나 커크 더글라스 그리고 에바 가드너와 같은 차세대 스타로 손꼽았다. 그 영화는 박스오피스에서는 실패했지만, 남 몰래 공산주의 스파이와 결혼한 21살짜리 연기를 한 16살의 테일러는 비평가들 사이에서 성숙한 연기로 칭찬을 받았다. 주당 2,000 달러의 새로운 급여조건 하에서 최초로 찍은 《만취》(1950)는 은막의 아이돌 밴 존슨과 짝을 맞춘 영화이지만, 비평가들과 박스오피스에서 모두 실패를 했다. 또한 그 영화는 새롭게 깨달은 그녀의 관능미를 과시하는데도 도움이 되지 못했다.
박스오피스에서 성공한 최초의 작품은 로맨틱 코미디로 스펜서 트레이시와 조안 베넷과 호흡을 맞춰 케이 뱅크스역을 맡아 성인 연기를 한 1950년작 《신부의 아버지》이었다. 이 영화는 후속 편 《아버지의 작은 유산》(1951)을 내놓게 했으며, 같이 연기를 했던 스펜서 트래이스가 “지루하고, 지루했고 .... 지루했다”고 평한 작품이었다. 박스오피스에서는 비교적 성공을 거두었지만, 드라마틱한 배우로서의 경력을 쌓게 한 것은 테일러의 다음 영화였다. 1949년말 테일러는 조지 스트븐스의 영화 《젊은이의 양지》를 찍기 시작했다. 이 영화가 1951년 개봉되자, 테일러는 조지 이스트먼(클리프트)와 그의 가난하고 임신한 여공 앨리스 트립(셸리 윈터스) 사이에 끼어든 망가진 사교계 명사 안젤라 비커스의 연기로 환호를 받았다. 이 영화는 비평가들이 다음 50년 영화 역사를 통틀어 평판을 얻은 고전이라는 평과 같이 그녀의 연기 경력에 있어서 전환점이 되었다. 뉴욕타임즈의 A.H. 웨일러는 "엘리자베스의 풍부하고, 아름다운 연기는 그녀의 경력에서 최고의 노력이다."라고 썼으며, 박스오피스 평론가들은 "테일러양은 아카데미상감이다."라고 언급했다.

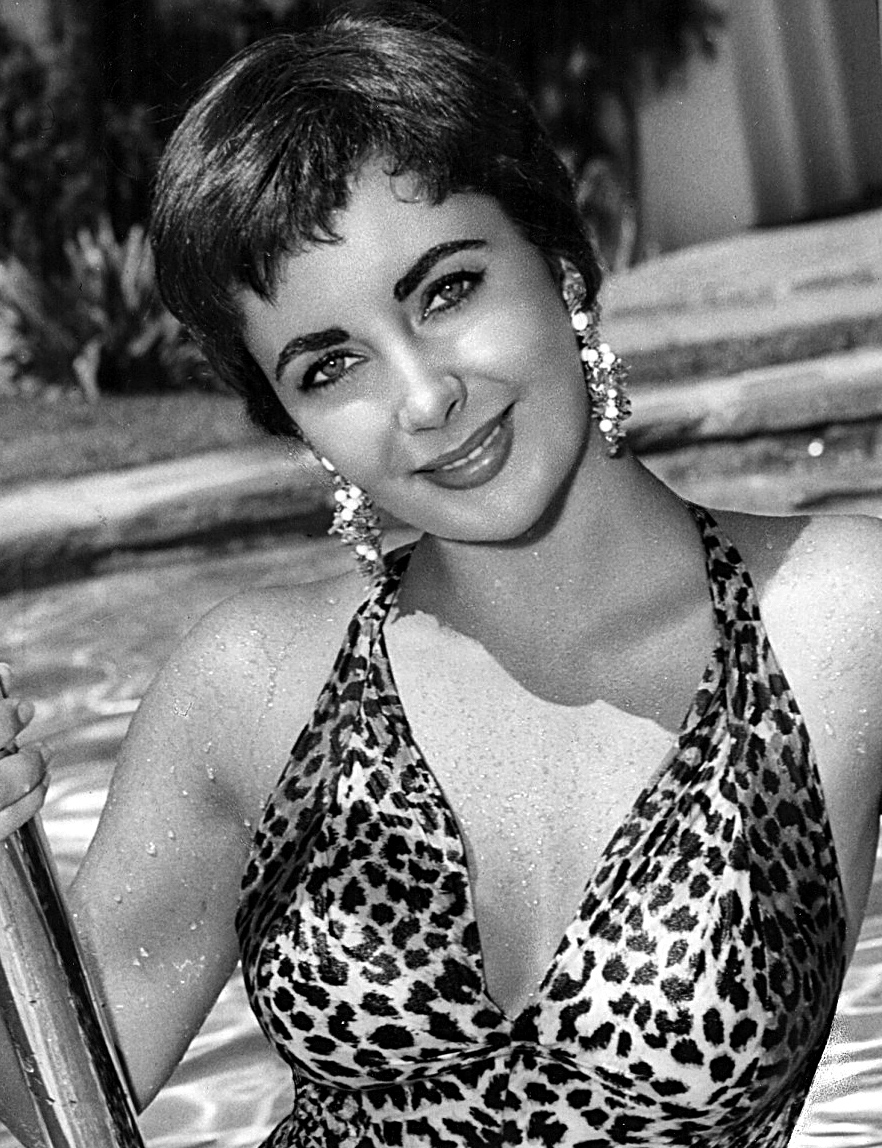
《내가 마지막 본 파리》(1954)에서의 엘리자베스 테일러

테일러는 그 당시 자기에게 배정된 역할에 점점 불만을 가지기 시작했다. 《맨발의 공작부인》이나 《크라이 투마로우》와 같은 작품에서 주연을 맡기를 원했지만, MGM은 그녀의 역할을 카메오나 기억에 남지 않은 영화들, 《Callaway Went Thataway》(1951), 《최고의 사랑》(1952), 《아이반호》(1952), 《모든 걸 다 가진 소녀》 (1953), 《호걸 브롬멜》 등에 배역으로 제한했다. 그녀는 아이반호에서는 로웨나 아가씨 역을 맡기를 원했지만, 그 역은 조안 폰틴에게 돌아갔다. 테일러에게 주어진 역은 레베카 역이었다. 테일러가 첫 아이를 임신했을 때, MGM은 업무 시간을 두 시간 더 늘여 《모든 것을 다 가진 소녀》를 찍도록 그녀를 다그쳤다. 그녀의 임신이 더 진행되기 전에 새로운 영화를 하나 더 찍을 속셈이었다. 테일러는 돈이 필요하다는 사실이 슬펐다. 그때 그녀는 새집을 막 샀고, 두 번째 남편인 마이클 와일딩과 그녀의 아기 때문에 일은 꽤 빡빡했다. 테일러에게 역이 배당되기는 했지만, 그녀의 임신으로 인해 《코끼리 걸음마》(1954년)는 거절당해야 했다. 테일러보다 20살이 더 많지만 닮은 점이 많은 비비언 리는 배역을 가졌고, 로케이션을 찍기 위해 실론으로 갔다. 영화를 찍는 동안 비비언 리는 신경쇄약으로 고생했고, 1953년 1월 첫 아이 마이클 와일딩 주니어를 출산한 후 테일러가 그 역을 대신 맡게 되었다.
테일러의 다음 영화 《랩소디》(1954)는 지루한 사랑 이야기로 좌절을 맛보게 된다. 테일러는 기질이 강한 바이올리니스트(비토리오 개스맨)와 진지한 젊은 피아니스트(존 에릭슨)과 사랑에 빠진 아름답고, 부유한 소녀 루이스 루란트 역을 했다.
《코끼리 걸음마》와 《랩소디》 다음에 찍은 테일러의 4기 영화인 《호걸 브롬멜》에서는 세련된 패트리샤 부인으로 캐스팅되어, 스튜어트 그랜저와 연기를 펼쳤다. 《내가 본 마지막 파리》 (1954)는 이전 작보다는 약간 나아졌으며, 《숙취》를 같이 찍은 밴 존슨과 같이 연기를 펼쳐다. 헬렌 엘스워스 윌리의 배역은 젤다 피츠제럴드의 것에 기반을 둔 것이며, 비록 둘째 아이를 임신했지만, 테일러는 12개월만에 찍는 네 번째 영화에 정성을 쏟았다. 박스오피스에서 약간의 성공을 거두긴 했지만, 그녀는 여전히 더 나은 배역을 원했다.

### 1955–1979
조지 스티븐스 감독의 1956년 서사영화 《자이언트》에서 록 허드슨이나 제임스 딘의 상대역으로 보다 중요한 역할을 맡게 된 이후 테일러는 4년 연속 아카데미상 여우주연상 후보에 노미네이트된다. 1957년 《레인트리 카운티》에서는 몽고메리 클리프트의 상대역을 맡았고, 1958년 《양철 지붕위의 고양이》에서는 폴 뉴먼의 상대역으로, 1959년 《지난 여름 갑자기》에서는 몽고메리 클리프트와 캐서린 헵번 그리고 머시디스 매케임브리지와 호흡을 맞춰 연기를 했고, 1960년 《버터필드 8》에서는 당시 남편이었던 에디 피셔와 함께 주연을 맡았다.
1996년 테일러는 당시 남편 리처드 버턴과 함께 출연한 《누가 버지니아 울프를 두려워하랴》에서 마사 역으로 아카데미상에서 여우주연상을 수상하며 생애 두 번째 아카데미상 수상을 했다.

## 사생활

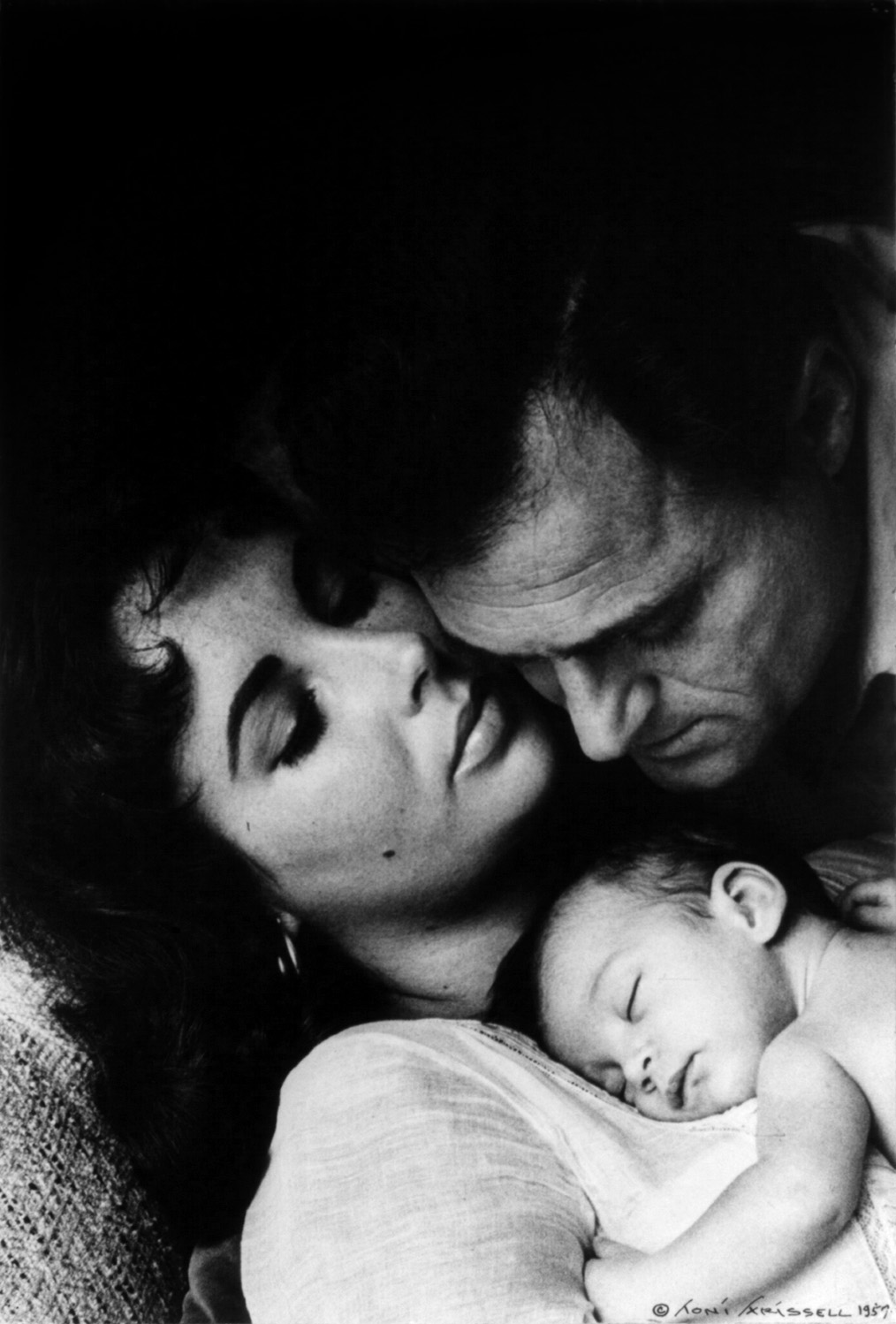
딸 리자와 남편 마이크 토드, 1957

### 결혼
테일러는 결혼을 8번 하였다.
- 콘래드 니키 힐튼(Conrad Hilton Jr.) (1950-1951)
- 마이클 와일딩(Michael Wilding) (1952-1957)
- 마이크 토드(Mike Todd) (1957-1958)
- 에디 피셔 (1959-1964)
- 리처드 버턴 (1964-1975, 1975-1976)
- 존 워너(John Warner) (1976-1982)
- 래리 포튼스키(Larry Fortensky) (1991-1996)

테일러는 1959년 크리스천 사이언스에서 유대교로 종교를 바꾸었다.

### 자손
- 와일딩 (두 아들)
  - 마이클 하워드 와일딩 (1953년 1월 6일)
  - 크리스토퍼 워드워드 와일딩 (1955년 2월 27일)
- 토드 (딸 하나)
  - 엘리자베스 프랜시스 리자 토드 (1957년 8월 6일)
- 버튼 (딸 하나)
  - 마리아 버튼 (1961년 8월 1일)

1971년 테일러는 39세의 젊은 나이로 할머니가 되었다. 그녀의 임종 시 4명의 자녀들과 10명의 손자, 4명의 증손자가 곁을 지켰다.

## 사망
테일러는 말년에 여러 건강 문제를 가지고 있었다. 2004년에는 만성 심부전을 앓고 있다는 보고가 있었고, 2009년에는 심장판막 수술을 받았다. 2011년 2월에는 만성 심부전에 대한 새로운 증상으로 치료를 위해 세다스-시나이 메디컬 센터에 입원을 했다.
2011년 3월 23일 로스앤젤레스에 있는 세다스-시나이 메디컬 센터에서 네 명의 자녀들이 지켜보는 가운데 향년 79세를 일기로 세상을 떠났다.

## 출연 작품
테일러는 1942년(11세)부터 2003년까지 수 많은 영화와 TV 쇼에 출연했다.
| 년도 | 제목                             | 원제                              | 배역                         | 기타                                        |
| ---- | -------------------------------- | --------------------------------- | ---------------------------- | ------------------------------------------- |
| 1942 | 언제나 누군가는 태어난다         | There's One Born Every Minute     | 글로리아 트와인              |                                             |
| 1943 | 래시 집에 오다                   | Lassie Come Home                  | 프라실라                     |                                             |
| 1944 | 제인 에어                        | Jane Eyre                         | 헬렌번즈                     | 단역                                        |
| 1944 | 도버의 하얀 절벽                 | The White Cliffs of Dover         | 베스티                       | 단역                                        |
| 1944 | 녹원의 천사                      | National Velvet                   | 벨벳 브라운                  |                                             |
| 1946 | 래시의 용기                      | Courage of Lassie                 | 개서린 엘레노어 메릭         |                                             |
| 1947 | 아버지와 인생을                  | Life with Father                  | 매리 스키너                  |                                             |
| 1947 | 신시아                           | Cynthia                           | 신시아 비숍                  |                                             |
| 1948 | 주디와 데이트                    | A Date with Judy                  | 캐롤 프링글                  |                                             |
| 1948 | 줄리아 미스비헤이브              | Julia Misbehaves                  | 수잔 패켓                    |                                             |
| 1949 | 작은 아씨들                      | Little Women                      | 아미                         |                                             |
| 1949 | 공모자                           | Conspirator                       | 멜린다 그레이튼              |                                             |
| 1950 | 숙취                             | The Big Hangover                  | 매리 벨니                    |                                             |
| 1950 | 신부의 아버지                    | Father of the Bride               | 케이 뱅스                    |                                             |
| 1951 | 아버지의 작은 배당금             | Father's Little Dividend          | 케이 던스탄                  |                                             |
| 1951 | 젊은이의 양지                    | A Place in the Sun                | 안젤라 비커스                |                                             |
| 1951 | 쿼바디스                         | Quo Vadis                         | 경기장의 기독교 죄수         | 단역                                        |
| 1952 | 최고의 사랑                      | Love Is Better Than Ever          | 아나스타샤 스태이시 마카보이 |                                             |
| 1952 | 아이반호                         | Ivanhoe                           | 레베카                       |                                             |
| 1953 | 모든 것을 다 가진 소녀           | The Girl Who Had Everything       | 진 라티머                    |                                             |
| 1954 | 랩소디                           | Rhapsody                          | 루이스 두란트                |                                             |
| 1954 | 코끼리 걸음마                    | Elephant Walk                     | 루스 윌리                    |                                             |
| 1954 | 호걸 브롬멜                      | Beau Brummell                     | 패트리샤 벨햄 아가씨         |                                             |
| 1954 | 내가 마지막 본 파리              | The Last Time I Saw Paris         | 헬렌 엘스워스/윌리스         |                                             |
| 1956 | 자이언트                         | Giant                             | 레슬리 린턴 베네틱트         |                                             |
| 1957 | 레인트리 카운티                  | Raintree County                   | 수잔나 드래이크              | 아카데미상 후보–여우주연상                  |
| 1958 | 뜨거운 양철 지붕 위의 고양이     | Cat on a Hot Tin Roof             | 매기 더 캣                   | 아카데미상 후보–여우주연상                  |
| 1959 | 지난 여름 갑자기                 | Suddenly, Last Summer             | 캐서린 홀리                  | 아카데미상 후보–여우주연상                  |
| 1960 | 미스터리의 향기                  | Scent of Mystery                  | 진짜 샐리                    | 단역                                        |
| 1960 | 버터필드 8                       | Butterfield 8                     | 글로리아 완더러스            | 아카데미상–여우주연상                       |
| 1963 | 클레오파트라                     | Cleopatra                         | 클레오파트라                 |                                             |
| 1963 | VIP                              | The V.I.P.s                       | 프란체스 안드로스            |                                             |
| 1965 | 샌드 파이퍼                      | The Sandpiper                     | 로라 레이놀즈                |                                             |
| 1966 | 누가 버지니아 울프를 두려워 하랴 | Who's Afraid of Virginia Woolf?   | 마사                         | 아카데미상–여우주연상                       |
| 1967 | 말괄량이 길들이기                | The Taming of the Shrew           | 캐서린                       | 제작자 (Uncredited)                         |
| 1967 | 파우스트 박사                    | Doctor Faustus                    | 헬렌 (트로이)                |                                             |
| 1967 | 황금 눈에 비친 모습              | Reflections in a Golden Eye       | 레노라 펜더튼                |                                             |
| 1967 | 위험한 여로                      | The Comedians                     | 마사 피네다                  |                                             |
| 1967 | 아프리카의 희극배우              | The Comedians in Africa           | 본명                         | 단편 다큐멘터리                             |
| 1968 | 붐                               | Boom!                             | 플로라 시시 고포스           |                                             |
| 1968 | 비밀                             | Secret Ceremony                   | 레노라                       |                                             |
| 1969 | 천일의 앤                        | Anne of the Thousand Days         | 창녀역                       | 단역                                        |
| 1970 | 사랑이라는 게임                  | The Only Game in Town             | 프랜 워커                    |                                             |
| 1970 | 루시 이야기                      | Here's Lucy                       | 본인                         | 1 에피소드                                  |
| 1972 | 화려한 사랑                      | X,Y, and Zee                      | 지 블래이클리                |                                             |
| 1972 | 언더 밀크 우드                   | Under Milk Wood                   | 로지 프로버트                |                                             |
| 1972 | 제인 대장장이                    | Hammersmith is Out                | 지미 진 잭슨                 | 여우주연상 은곰상 at 22회 베를린 국제영화제 |
| 1973 | 이혼 남녀                        | Divorce His, Divorce Hers         | 제인 레이놀즈                | TV 영화                                     |
| 1973 | 나이트 워치                      | Night Watch                       | 엘렌 휠러                    |                                             |
| 1973 | 재의 수요일                      | Ash Wednesday                     | 바바라 소이어                |                                             |
| 1974 | 몽타쥬                           | Identikit                         | Lise                         | The Driver's Seat으로 알려짐                |
| 1974 | 댓츠 엔터테인먼트                | That's Entertainment!             | 본인                         | 공공 진행자                                 |
| 1976 | 파랑새                           | The Blue Bird                     | 빛의 여왕/엄마/마녀/모성애   |                                             |
| 1976 | 엔테베 특공작전                  | Victory at Entebbe                | 에드라 빌론프스키            | TV 영화                                     |
| 1977 | 리틀 나이트 뮤직                 | A Little Night Music              | 데저레 암펠트                |                                             |
| 1978 | 리턴 인게이즈먼트                | Return Engagement                 | 에밀리 루미스 박사           |                                             |
| 1979 | 윈터 킬                          | Winter Kills                      | 롤라 코만테                  | 단역                                        |
| 1980 | 거울 살인 사건                   | That's Entertainment!             | 마리나 루드                  |                                             |
| 1981 | 종합병원                         | General Hospital                  | 헬레나 카사딘 #1             | 3 에피소드                                  |
| 1983 | 고독한 중년                      | Between Friends                   | 데보라 새피로                | TV 영화                                     |
| 1984 | 호텔                             | Hotel (TV series)                 | 캐서린 콜                    | 1 에피소드                                  |
| 1984 | 올 마이 칠드런                   | All My Children                   | 샤또의 임원                  |                                             |
| 1985 | 맬리스 인 원더랜드               | Malice in Wonderland              | 루엘라 파슨즈                | TV 영화                                     |
| 1985 | 남과 북                          | North and South                   | 마담 콘티                    | TV 미니시리즈                               |
| 1986 | 고백                             | There Must Be a Pony              | 마그릿테 시드네              | TV 영화                                     |
| 1987 | 포크 앨리스                      | Poke Alice                        | 앨리스 모핏                  | TV 영화                                     |
| 1988 | 토스카니니                       | Young Toscanini                   | 나디나 블리초프              |                                             |
| 1989 | 스윗 버드 오브 유스              | Sweet Bird of Youth               | 알렉잰드라 델 라고           | TV 영화                                     |
| 1992 | 심슨 가족                        | The Simpsons                      | 매기 심슨                    | 음성                                        |
| 1992 | 출동! 지구특공대                 | Captain Planet and the Planeteers | 앤드류스 부인                | 음성                                        |
| 1993 | 심슨 가족                        | The Simpsons                      | 본인                         | 음성                                        |
| 1994 | 고인돌 가족                      | The Flintstones                   | 펄 슬루플                    |                                             |
| 1996 | 못말리는 유모                    | The Nanny                         | 본인                         | 1 에피소드                                  |
| 2000 | 갓, 더 데블 앤 밥                | God, the Devil and Bob            | 새라                         | 음성                                        |
| 2001 | 디즈 올드 브로드                 | These Old Broads                  | 벌 매이슨                    | TV 영화                                     |

## 상훈

### 수상
엘리자베스 테일러는 1960년의 《버터필드 8》과 1966년작 《누가 버지니아 울프를 두려워하랴》에서 아카데미 여우주연상을 2번 수상하여 루이스 레이너, 비트 데이비스, 올리비아 드 하빌랜드, 비비언 레인, 잉글리드 버그만, 글렌다 잭슨, 재인 폰다, 샐리 필드, 조디 포스터, 그리고 힐러리 스왠크 등과 함께 2회 수상자 반열에 올랐다. 1992년에는 AIDS와 싸우는 작품으로 진 허숄트 박애상을 수상하기도 했다.
- 아카데미상
  - 1960년 여우주연상 《버터 필드8》
  - 1966년 여우주연상 《누가 버지니아 울프를 두려워하랴》
  - 1992년 진 허숄트 박애상

- 골든 글로브상
  - 1956년 특별상 《Consistent Performance》
  - 1959년 여우주연상 (드라마 부문) 《지난 여름 갑자기》
  - 1973년 《세계에서 가장 사랑받은 여배우》
  - 1984년 데밀상 《세실B》

- 영국 아카데미상
  - 1966년 여우주연상 《누가 버지니아 울프를 두려워 하랴?》
  - 1998년 아카데미 우애 상품

### 서훈
- 2000년 대영 제국 훈장 2등급(DBE, 작위급 훈장)[15]

## 주해
1. ↑  1974년 한 차례 이혼했다가 1975년 다시 결혼했다.

## 참고 문헌

### 참고 자료
- Parish, James Robert; Mank, Gregory W.; Stanke, Don E. (1978). 《The Hollywood Beauties》. New Rochelle, New York: Arlington House Publishers. 329쪽. ISBN 0-87000-412-3.
- "Dame Elizabeth Taylor and Michael Kors talk fashion". (August 2006) Harper's Bazaar, p. 116.
- Spoto, Donald (1995). A Passion For Life: The Biography of Elizabeth Taylor. New York: HarperCollins, ISBN 0-06-017657-1